# Via Praenestina

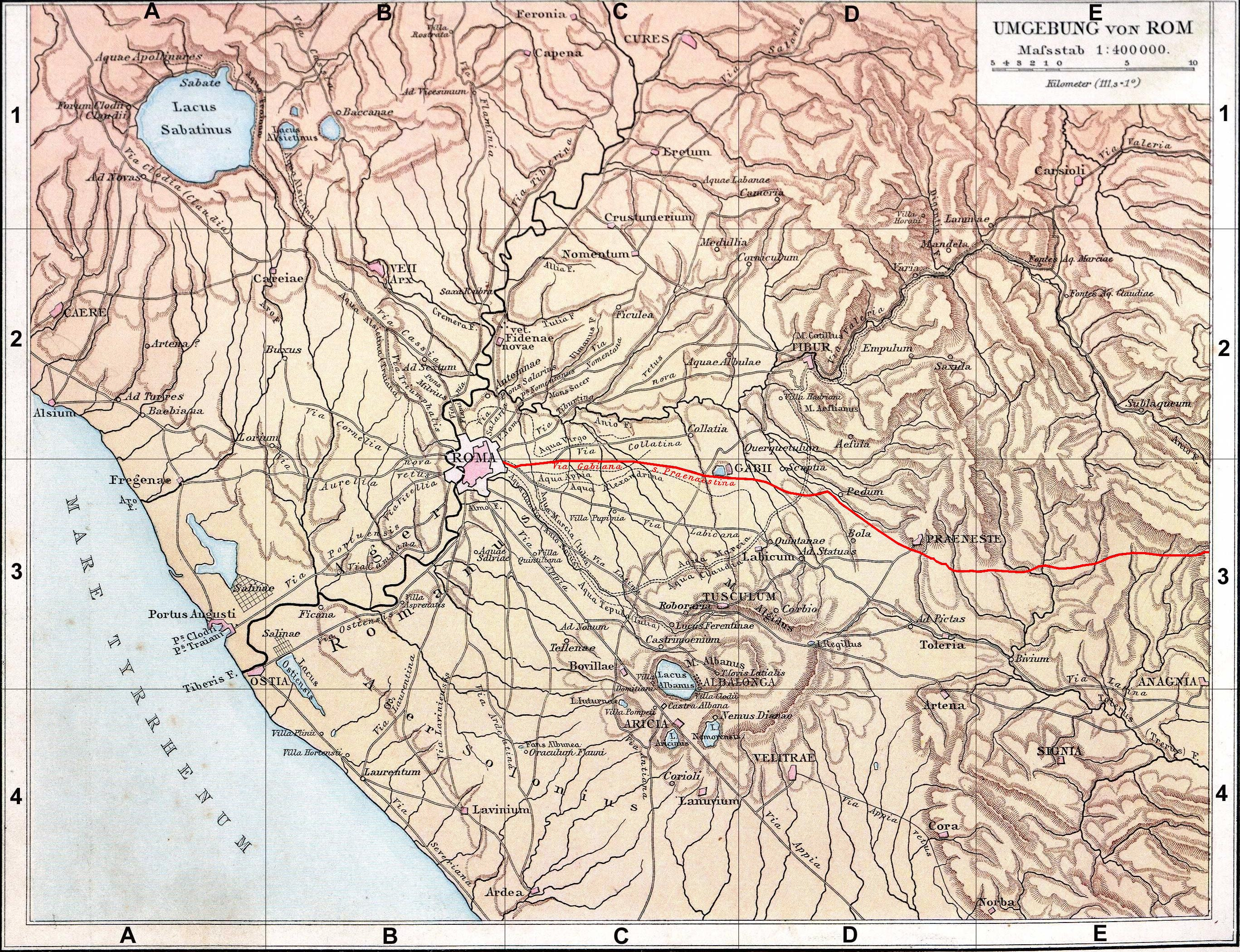
Trasa Via Praenestina na mapie starożytnego Lacjum

Via Praenestina – starożytna rzymska droga biegnąca w środkowych Włoszech, na wschód od Rzymu.
Należała do najstarszych dróg rzymskich. Początkowo nosiła nazwę Via Gabina, od Gabiów – starożytnego miasta latyńskiego, gdzie kończyła swój bieg. Nową nazwę zyskała po przedłużeniu szlaku do Praeneste, poza którą biegła przez Apeniny w kierunku źródeł rzeki Anio, aż do połączenia w Anagni z Via Latina.
Zbudowany na niej nieopodal Rzymu siedmiołukowy most (dzis. Ponte di Nona) uchodził za najpiękniejszy w tych okolicach. Na dalszej trasie, w pół drogi pomiędzy Gabiami a Praeneste, imponującą konstrukcją był inny, znany dziś jako Ponte Amato. 